# منتخب البوسنة والهرسك تحت 23 سنة لكرة القدم للرجال
منتخب البوسنة والهرسك تحت 23 سنة للرجال لكرة القدم هو ممثل البوسنة والهرسك الرسمي في المنافسات الدولية في كرة القدم في فئة كرة قدم تحت 23 سنة للرجال .